# يوهانس بلوك
يوهانس بلوك (بالألمانية: Johannes Block)‏ هو عسكري ألماني، ولد في 17 نوفمبر 1894 في Zakrzewo, Złotów County ‏ في بولندا، وتوفي في 26 يناير 1945 في كيلسي في بولندا.